# Zhao Xuri
Zhao Xuri (chin. upr.: 赵旭日; chin. trad.: 趙旭日; pinyin: Zhào Xùrì; ur. 3 grudnia 1985 w Dalianie) – chiński piłkarz występujący na pozycji pomocnika w drużynie Guangzhou Evergrande.

## Kariera piłkarska

### Klubowa
Zhao Xuri karierę rozpoczynał w Sichuan Guancheng. W ciągu dwóch sezonów grał w 37 meczach ligowych i strzelił 4 bramki. Następnie, przed sezonem 2005 odszedł do Dalian Shide. Już w swym pierwszym sezonie został mistrzem kraju. W Dalianie grał przez 5 lat. W lidze chińskiej wystąpił 123 razy jako i strzelił 10 bramek. Od sezonu 2012 występuje w Guangzhou Evergrande.

### Reprezentacyjna
Zhao Xuri w reprezentacji Chin zadebiutował 7 grudnia 2003, w przegranym 0:1 meczu z Koreą Południową, podczas Pucharu Azji Wschodniej. Pierwszą bramkę strzelił tydzień później, również w tym turnieju, z reprezentacją Hongkongu. Był również powołany na Puchar Azji 2007 i Igrzyska Olimpijskie 2008 w Pekinie.